# Élisabeth Revol
Élisabeth Revol (Crest, Ródano-Alpes; 29 de mayo de 1979) es una alpinista francesa, reconocida por sus logros en el Himalaya en estilo alpino. Ha sido la primera mujer que ha completado el triplete Broad Peak, Gasherbrum I y Gasherbrum II en solitario y sin oxígeno. Las dos cumbres del Gasherbrum se completaron en un tiempo récord de 52 horas, sin regreso al campo base. También es la primera mujer en completar una ascensión a un ochomil en invierno, al estilo alpino, en Pakistán, con la apertura de una ruta en la cara noroeste en invierno.
En enero de 2018, protagonizó uno de los rescates más excepcionales de la historia del alpinismo. Tras hollar con Tomasz Mackiewicz la cumbre del Nanga Parbat en condiciones muy difíciles, la salud de Mackiewicz decayó fatalmente. Sobrevivieron una noche por encima de los 7 000 metros. Después, sola, consiguió sobrevivir una segunda noche consecutiva por encima de los 6 000 metros. Para rescatar a Revol, los montañistas polacos Denís Urubko y Adam Bielecki batieron un récord al ascender más de un kilómetro en menos de ocho horas por la "ruta Kinshofer", tras ser transportados por un helicóptero del ejército pakistaní. Alcanzaron a Revol a 6 200 metros durante la noche antes de conseguir llevarla a una altura a la que pudiera ser transportada en helicóptero por la mañana.
Un año y medio después de su rescate, consiguió escalar con éxito el Everest, ascendiendo un día más tarde al Lhotse, cuarta cumbre mundial y adyacente al primero.

## Primeros años
Originaria de la Drôme, practicó senderismo en el macizo des Écrins con su hermano y sus padres. Durante su adolescencia, mantuvo un gran interés por el alpinismo. Practicó gimnasia hasta los 18 años y empezó a escalar de verdad a los 20, entrándole "el gusanillo de la escalada". Con poco más de un metro 56, sus padres le dieron el gusto por la montaña. Con la vista puesta en ser guía, se convirtió en profesora de deportes "un poco por casualidad" al principio, dice, profesión que dejó a mediados de los años 2010 para convertirse en "escaladora profesional".
Durante unos diez años, viajó mucho a las cumbres de los Alpes. En 2006, partió hacia Bolivia con el grupo nacional de excelencia en alpinismo de la Fédération française des clubs alpins et de montagne (FFCAM). Allí, el equipo escaló cinco aperturas. Fue su primer seismil. Al año siguiente, volaron a Nepal y descubrieron el Himalaya como "un universo infinito de exploración"; llegaron a abrir una nueva ruta en la cara sureste del Pharilapcha (6 017 metros).

## Comienzos
En 2008 viajó a Pakistán y escaló tres cumbres de más de 8 000 metros, siendo estos el Broad Peak, Gasherbrum I y Gasherbrum II. Completó la llegada a las tres cumbres en 16 días, sola y sin oxígeno. Las cumbres I y II del Gasherbrum se completaron en un tiempo récord de 52 horas, sin regreso al campo base. Fue a su regreso a Islamabad cuando sobrevoló el Nanga Parbat: "mi corazón enloqueció inmediatamente por esta impresionante montaña, mis ojos quedaron magnetizados", pero los 8 000 en invierno le parecían inaccesibles.
En 2009, alcanzó la cumbre este del Annapurna I (8 013 metros) con el checo Martin Minařík por una ruta que se abre desde el valle del Machapuchare, por el Singu Chuli y el Roc noir. Una larga ascensión. El viento les impide continuar hacia la cumbre Central. Atrapado por una violenta tormenta de nieve, Martin Minarik desapareció durante el descenso; ella lo buscó durante horas, sin poder encontrarle. Minarik fallecería en la montaña. Revol tendría que regresar al campo base sola, marcando en ella una situación angustiosa que le llevó a no volver al Himalaya en cuatro años.

## Retorno a la montaña
Desde 2013, su principal proyecto en el Himalaya era escalar el Nanga Parbat en la temporada de invierno. Su primera experiencia en estilo alpino fue en el espolón Mummery a principios de 2013, cuando hacía mal tiempo. La acompañaba el italiano Daniele Nardi y fracasaron tras dos intentos. Dos años después, el 17 de enero de 2015, alcanzó los 7 800 metros de altitud con el polaco Tomasz Mackiewicz, luego dieron media vuelta; el tiempo no les permitió continuar hacia la cumbre. Son los primeros en alcanzar esta altitud en estilo alpino. El dúo utilizó la ruta Messner 2000 para alcanzar esta altitud. Conoció a Tomasz Mackiewicz en Chilas (Pakistán). Al año siguiente regresó con Tomek y volvió a fracasar, el 23 de enero, debido al frío extremo, a 7 500 metros.
A mediados de mayo de 2017, intentó escalar el Makalu, no consiguiendo hollarlo, quedándose a apenas treinta metros de su objetivo, teniendo que abandonar el último empujón debido a las condiciones meteorológicas. Declaró que "el resto de la ruta es peligrosa por la acumulación de nieve, las cornisas y el viento". Expresó, por ese parón, que "la aventura terminó ahí, y lo que debería haber sido la decepción de no alcanzar la cumbre tan pronto fue compensada con creces por la magia del lugar".
El 22 de mayo de 2017, realizó la ascensión en solitario del Lhotse, el cuarto pico más alto del mundo, sin utilizar oxígeno artificial. Solo permaneció diez segundos en la cima y descendió de noche.
Durante un intento en la ruta sur (vertiente nepalí) del Everest el 27 de mayo de 2017, sin oxígeno suplementario y sola, tuvo que dar marcha atrás en torno a los 8 500 metros debido al mal tiempo.
Todas estas cumbres e intentos en el Himalaya se lograron sin el uso de oxígeno artificial, sin portador de altitud y a menudo en solitario. Élisabeth Revol entrenaba al menos veinte horas a la semana antes de sus expediciones y seguía una dieta estricta.

## Aventura, tragedia y epopeya en el Nanga Parbat

### Ascenso
En diciembre de 2017, Revol y Tomasz Mackiewicz aterrizaban en Islamabad para tratar de acabar lo empezado y alcanzar, esta vez, la cumbre del Nanga Parbat. Ella lo había intentado tres veces antes y Mackiewicz hasta seis.
Estuvieron varados durante tres semanas a 3 800 metros debido al mal tiempo y, sobre todo, a los violentos vientos que dificultaron su aclimatación. El 22 de enero se encontraban en el campo II, a 6.600 m. Tras un día de espera y más espera a causa de la corriente en chorro, que les impidió instalar el campamento a mayor altitud y más cerca de la cumbre, el tiempo era bueno la mañana del 25 de enero de 2018 en el campamento IV a 7 300 metros, aunque el invierno seguía helando.
Salieron tarde, a las 7:30 horas, ligeros y confiados, con el equipo mínimo necesario para hacer el viaje de vuelta ese mismo día en estilo alpino. Al final de la mañana, tras algunos tramos complicados, alcanzaron los 7 500 metros. Las dificultades de la ascensión aumentaron a medida que avanzaban. Perdieron tiempo y alcanzaron los 8.036 m (entrando así en la "zona de la muerte") a las 17:15 horas, "un poco tarde"; pero motivados y llenos de emoción, tomaron la decisión conjunta de continuar, ya que el frío aún era soportable justo antes de que se pusiera el sol. Hacia las 18 horas, de noche y con bajas temperaturas (entre -50 y -60 °C), "un frío glacial", alcanzó la cumbre, y esperó a Tomasz Mackiewicz antes de iniciar un descenso "comprometido". Las condiciones meteorológicas eran muy duras, y consiguieron realizar la primera ascensión invernal en estilo alpino (sin porteador, sin oxígeno, sin cuerda y sin campamento fijo), por una ruta nueva. Elisabeth Revol realizó la primera ascensión invernal femenina de esta difícil cumbre.

### Descenso
En la cumbre, sin previo aviso, Tomasz Mackiewicz explicó que tenía problemas de vista y anunció: "Éli, ¿qué me pasa en los ojos? Éli, ya no veo tu faro, ¡te veo borroso!". Con ceguera de la nieve, el breve lapso de felicidad por alcanzar la cumbre se acabó convirtiendo para la pareja en una "pesadilla" en la que la francesa tuvo que reaccionar con rapidez y empezar a perder altitud rápidamente. Ante la urgencia de la situación, ayudó a su compañero a descender durante toda la noche con la linterna frontal, apoyándole y calentándole en las durísimas condiciones. Escalofriados por la temperatura y el viento, tuvieron que intentar llegar al campamento base sin detenerse, y tuvieron que caminar despacio debido al estado de Mackiewicz. Su estado empeoró rápidamente, y Mackiewicz empezó a mostrar síntomas de edema pulmonar y cerebral, una emergencia absoluta en el alpinismo sin oxígeno. Se sacaba el Buff de la nariz, pues le costaba respirar. También se estaba congelando, y tenía que caminar lentamente. También se congelaba, y sus manos estaban especialmente afectadas.Revol intentó inyectarle dexametasona, pero la única aguja se rompió en el traje de neopreno del alpinista polaco.Elisabeth Revol le administró entonces dexametasona en forma de cuatro comprimidos. El descenso se hizo cada vez más difícil a medida que Mackiewicz seguía deteriorándose, pero progresaron lentamente, ayudados por los automatismos de cuerda establecidos durante sus expediciones conjuntas.
A 7 522 metros, Revol se dio cuenta de que estaban atrapados: no llegarían al campo IV, pero no podían detenerse allí. A las 23:10 horas, envió un SOS en su inReach y, durante la noche, informó al campamento base, a su marido y a Anna, la esposa de Mackiewicz, de la complicada situación en la que se encontraban. Tomasz Mackiewicz, con congelaciones muy graves desde el inicio del descenso, tenía dificultades para avanzar y seguía respirando con dificultad. Siguen progresando a pesar de todo. En un tramo más fácil, Revol sale sola en busca de un lugar donde poder refugiarse.
Finalmente consiguen refugiarse en una grieta a 7 282 metros de altitud hacia las 4 de la mañana. Mackiewicz estaba totalmente agotado, apenas era capaz de poner un pie delante del otro. Llegaron mensajes de apoyo al inReach de Revol, alertándola de la organización del rescate terrestre y aéreo. En la mañana del 26 de enero seguían vivos. Al amanecer, decide cruzar y subir sola al campo 4 para tratar de recoger un saco de dormir, comida, estufa y un colchón. Como el tiempo había borrado las huellas de la ascensión de dos días antes, unido a la falta de concentración en semejante situación, buscó el campo 4 y su tienda durante varias horas; ante el fracaso, decidió reunirse con su compañero de escalada, cuyo estado físico se había deteriorado aún más.
Élisabeth Revol consideró entonces las opciones posibles, las diferentes rutas para alcanzar una altitud inferior 30. Los dos salieron con dificultad de la grieta que los protegía. "Por dentro, estaba agotada", explicó. Convencida por su experiencia y por los mensajes de su equipo de que debía descender por debajo de los 7 000 metros, Revol no se atrevió a abandonar a su compañera. Tras intercambiar mensajes informándole de que la ayuda estaba en camino, bajó a Tomasz Mackiewicz a la grieta y decidió partir hacia la altitud solicitada a media tarde.

### Rescate
Se puso en marcha una operación de rescate con helicóptero para intentar salvar a Mackiewicz. Se movilizó rápidamente a un grupo internacional de alpinistas de rescate. Siguiendo su consejo, la única solución era que Revol descendiera sola, para tener la posibilidad de recuperar a Mackiewicz por aire. Se encontraba en un estado desesperado a 7 200 metros. Al mismo tiempo, en la noche del 25 al 26 de enero de 2018, informada por un mensaje de texto del marido de Élisabeth Revol, una amiga suya, Masha Gordon, creó urgentemente una campaña de crowdfunding en internet para financiar el despegue de los helicópteros pakistaníes. La información circuló muy rápidamente por redes sociales. En pocas horas se recaudaron los fondos, principalmente de la diáspora polaca. Los equipos de rescate esperan salvar a Tomasz Mackiewicz.
Mientras tanto, Elisabeth Revol descendió con relativa rapidez, a pesar de la falta de equipamiento, por la ruta Kinshofer, hacia el campo 3. Poco después de las 16 horas, se enteró de que los helicópteros podrían estar en el lugar al día siguiente, y poco después alcanzó la altitud de 6 671 metros solicitada por los servicios de rescate para el envío del helicóptero. Sabiendo que tendría que pasar otra noche en la montaña, buscó soluciones y finalmente encontró un precario refugio. Su noche fue caótica; sabía que no debía dormir por el frío, pero no pudo resistir el agotamiento.
Por la mañana, Revol sufrió congelaciones tras quitarse un zapato debido a una alucinación, y agotamiento después de treinta y cinco horas sin comer y en aislamiento. A media mañana, sedienta e incapaz de comprender lo que ocurría a su alrededor, decidió abandonar su gélido rincón y, hacia las 13 horas, se enteró de que los helicópteros habían despegado. Pero pasaron más de cuatro horas sin que llegara ayuda; a pesar del mal tiempo, Revol decidió continuar su descenso, de noche, sin luces ni equipo, pero ayudada por cuerdas fijas dejadas allí por un expedicionario anterior.
Mientras tanto, un equipo de alpinistas polacos formado por Adam Bielecki, Denis Urubko, Jarosław Botor y Paweł Tomala, que habían estado en el K2, se ofreció voluntario para ir a ayudar a sus amigos en las laderas del Nanga Parbat. Esperaron un rato al helicóptero, que les dejó hacia las 17:30 en el Nanga Parbat, a 4 850 metros por debajo del campo I. Tras una impresionante escalada de ocho horas, Urubko y luego Bielicki consiguieron contactar con Revol a 5 950 metros hacia las 2 de la madrugada. "¡Adam, la tengo! [no está claro]", gritó Denis Urubko. Constantemente expuesta al viento, ignorante del estado de su compañera o del equipo de rescate, la segunda noche en la montaña, sola, fue extremadamente dura para la alpinista francesa.
Consiguió descender a pesar de las grandes dificultades. Dadas las condiciones meteorológicas, Adam Bielecki le informó de que un rescate para recuperar a Mackiewicz era imposible: "Éli, lo siento, pero no podemos hacer nada. Harían falta seis de nosotros para bajarle, y con botellas de oxígeno". La decisión fue tomada por todo el equipo de apoyo. Para entonces, el rescate ya había obtenido cobertura mediática. Tras un descanso de cuatro horas en un vivac precario, el grupo de los tres decidió descender. Revol tenía los dedos congelados28 e inutilizables, pero con ayuda y cuerdas, progresó y acabó llegando al helicóptero.
Élisabeth Revol consiguió descender y seguir viva tras pasar decenas de horas en altitud, con un frío extremo, vientos de 150 km/h, sin agua, comida ni equipo: sus compañeros reconocen su gran fortaleza mental y Stéphane Benoist cita "una energía y una capacidad de supervivencia muy superiores a las del común de los mortales". Los especialistas en ascensiones invernales al Himalaya Adam Bielecki y Krzysztof Wielecki dicen que aún no entienden cómo Elisabeth consiguió sobrevivir tres noches a la intemperie; sobrevivir una noche sin vivac en invierno en una montaña así es prácticamente imposible.

### Regreso a Francia
Tras abandonar el campamento base, los dos helicópteros aterrizaron en una base militar para aprovisionarse; al equipo se unió el embajador de Francia en Pakistán, Marc Baréty. En un estado de "desesperación total", Revol fue trasladada a Islamabad durante dos días y después a Sallanches, en Francia el 30 de enero para tratar su congelación. Evitó la amputación y no sufrió ninguna secuela. El día de su salida del hospital, el 7 de febrero, Élisabeth Revol dio una conferencia de prensa en Chamonix. Aquejada de culpabilidad, "duelo traumático" y shock postraumático, acusó falsamente al ejército pakistaní y a sí misma. La noticia del rescate fue difundida por todos los grandes medios de comunicación, con todo tipo de comentarios en las redes sociales. Muchos hablaron de ello sin tener ni el más mínimo detalle de una fuente fiable y verificada.
Fue "destruida por pensamientos negativos, juicios precipitados e insultos. Desde el principio del rescate, dos responsables de prensa, Anne Gery y Laetitia Briand, llevaron a cabo una estricta "selección entre los periodistas" para proteger a Revol de la presión mediática. AFP, Envoyé Spécial y VSD fueron los tres medios seleccionados. Los demás quedaron fuera, para dar a Revol el mayor descanso posible. Anne Gery explica: "Se decidió responder a un solo medio de comunicación: la Agence France Presse. Era la opción más rápida, más sencilla y sin duda más respetuosa, y con un periodista sensible a la montaña... Una sola entrevista, una sola fuente. Una sola fuente". Antoine Chandellier, de Le Dauphiné Libéré, señaló que "la prensa regional, especializada, de montaña, que fue la primera en hablar de sus ascensiones y en retransmitir el llamamiento al crowdfunding, ha sido marginada [...] Esta mala comunicación dio lugar a polémicas".
Durante su larga convalecencia, escribió una emotiva carta a su compañero de escalada desaparecido, publicada en mayo de 2018. Rápidamente volvió a hacer deporte: correr, montar en bicicleta y escalar. Un año después, planeó volver al Nanga Parbat, pero la muerte de dos alpinistas en marzo de 2019 en esta montaña la hizo abandonar la idea. Permanece apartada de los medios de comunicación hasta octubre de 2019.

## Regreso al Himalaya
Fruto de su "adicción" a las altas cumbres, en abril de 2019, tras aclimatarse en el Lhotse, emprendió la ascensión al Everest por una ruta normal, no expuesta, rechazando así la "idea de rendimiento" o "asunción de riesgos". Era una prueba para sí misma. Salió del campo IV a las 22 horas. Estuvo atascada durante una hora a 8 500 metros e, incapaz de seguir los principios del estilo alpino, utilizó oxígeno hacia la cumbre sur, a 8 700 metros, porque todavía había demasiado tráfico en la ruta: es peligroso quedarse quieto y esperar sin oxígeno a esas altitudes, porque el cuerpo se agota y el frío se instala enseguida. El oxígeno había sido encargado por su patrocinador y alguien la seguía con una reserva. El 23 de mayo, alcanzó la cumbre por la vertiente sur, pasando por el escalón de Hillary, cumpliendo así un "sueño de infancia". El regreso al campo IV fue tormentoso. Surgió una polémica sobre su uso de oxígeno que duró dos semanas. Permaneció en Nepal durante este periodo.
Al día siguiente, tuvo una breve oportunidad y partió sola a las 3 de la madrugada para escalar el Lhotse, un pico adyacente al Everest y el cuarto más alto del mundo, con 8 516 metros. Alcanzó la cumbre a las 9:20 de la mañana. Considera esta doble ascensión como su "convalecencia" y su "curación".
En septiembre de 2019, escaló el Manaslu, pico con 8 163 metros, para escapar de la presión mediática asociada a sus ascensiones anteriores y a la publicación de su libro.